# Cantó de Puteaux
El cantó de Puteaux és un antic cantó francès del departament dels Alts del Sena, que estava situat al districte de Nanterre. Comptava amb el municipi de Puteaux.
Al 2015 va desaparèixer i el seu territori es va unir al nou cantó de Courbevoie-2.

## Municipis
- Puteaux

## Història
| Data d'elecció                           | Identitat                | Partit                      | Qualitat |
| ---------------------------------------- | ------------------------ | --------------------------- | -------- |
| 1967-1973                                | Georges Dardel           | SFIO, després divers gauche |          |
| 1973-1989                                | Charles Ceccaldi-Raynaud | Divers droite, després RPR  |          |
| 1989-2002                                | Joëlle Ceccaldi-Raynaud  | RPR                         |          |
| 2002-2004                                | Reine Denoulet           | UMP                         |          |
| 2004-2011                                | Charles Ceccaldi-Raynaud | UMP                         |          |
| 2011-                                    | Vincent Franchi          | UMP                         |          |
| les dades anteriors no són pas conegudes |                          |                             |          |
|                                          |                          |                             |          |

## Demografia
| A partir de 1990: Població sense dobles comptes |